# Louis Joseph Opsomer
Louis Joseph Opsomer, né le 27 février 1737 à Russeignies (Belgique), mort le 28 avril 1822 à Metz (Moselle), est un général de brigade belge de la Révolution française.

## États de service
Il est fait chevalier de Saint-Louis le 30 juin 1789.
En 1792, il est capitaine commandant au 7e régiment d’artillerie, et il est nommé chef de brigade le 30 septembre 1793.
Il est promu général de brigade provisoire le 31 décembre 1794, et il commande l’artillerie de l’armée du Rhin devant Mayence en 1795. En octobre 1795, il prend le commandement de l’artillerie à Strasbourg.
Il est non confirmé dans son grade de général, et il est mis en non activité en 1799.
Il meurt le 28 avril 1822, à Metz.

## Sources
- (en) « Generals Who Served in the French Army during the Period 1789 - 1814: Eberle to Exelmans »
- Côte S.H.A.T.: 8 YD 2053
- Léon Hennet, Etat militaire de France pour l’année 1793, Siège de la société, Paris, 1903, p. 130.